# Vệ binh quốc gia Nga

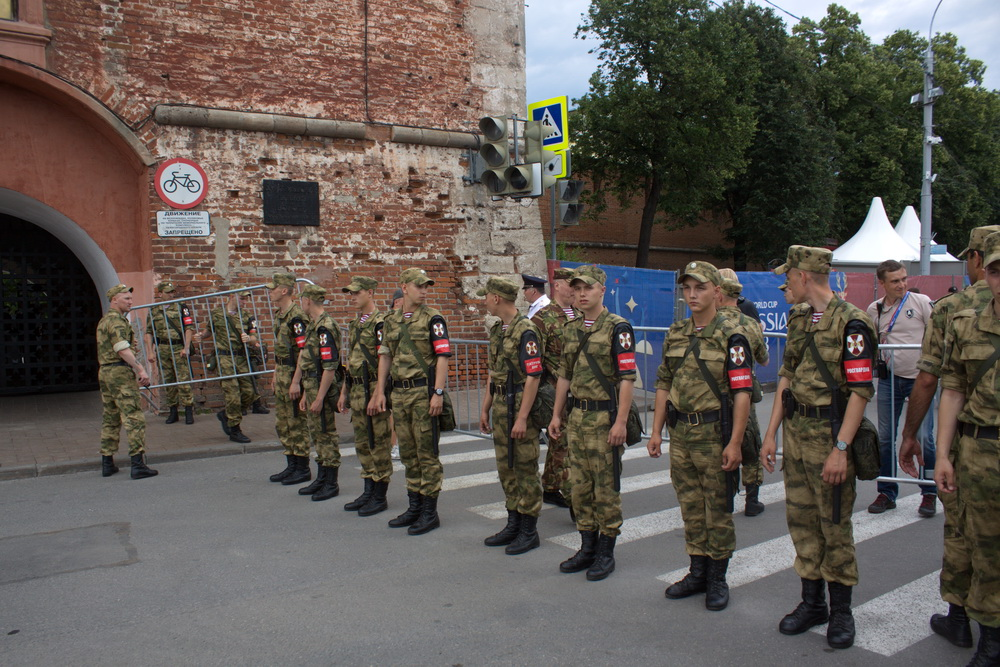
Lực lượng Vệ binh quốc gia Nga

Vệ binh Quốc gia Liên bang Nga (tiếng Nga: Федеральная служба войск национальной гвардии Российской Федерации, phiên âm: Federal'naya sluzhba voysk nats ional'noy gvardii Rossiyskoy Federatsii) hay Rosgvardiya (tiếng Nga: Росгвардия) là lực lượng quân sự của Liên bang Nga, bao gồm một cơ quan độc lập báo cáo trực tiếp cho Tổng thống Nga Vladimir Putin dưới quyền hạn của ông với tư cách là Tổng tư lệnh tối cao và Chủ tịch Hội đồng An ninh Nga. Lực lượng Vệ binh Quốc gia Nga không nằm trong cơ cấu của Lực lượng Vũ trang Nga. Một đạo luật do Putin ký đã thiết lập cơ quan hành pháp liên bang vào năm 2016. Lực lượng Vệ binh Quốc gia có nhiệm vụ đảm bảo an ninh cho biên giới của Nga, chịu trách nhiệm kiểm soát súng đạn, chống khủng bố và tội phạm có tổ chức, bảo vệ trật tự công cộng và cảnh vệ, canh gác các cơ sở quan trọng của nhà nước. Tính đến năm 2018, Lực lượng Vệ binh Quốc gia có khoảng 340.000 nhân viên tại 84 đơn vị trên khắp nước Nga. 
Có những cáo buộc rằng Rosgvardyia là một nỗ lực của Putin nhằm tạo ra một đội quân riêng để kiểm soát xung đột dân sự hoặc các nỗ lực của một cuộc cách mạng màu không chỉ trong nước mà còn ở nước ngoài trong các chế độ thân thiện. Về cơ cấu, Lực lượng Vệ binh Quốc gia Liên bang Nga (FSVNG) thành lập vào năm 2016 như một cơ quan hành pháp liên bang (ngang bộ) mới, chịu trách nhiệm về an ninh và các chức năng trong một số lĩnh vực khác. Dưới góc độ tổ chức, Nga thành lập FSVNG chủ yếu bằng cách tách các cơ cấu nhân sự và chức năng vốn có từ Bộ Nội vụ Nga cùng với các phương tiện vật tư thiết bị kỹ thuật, vũ khí và cơ sở vật chất. Cơ quan quản lý trung ương là Cơ quan Liên bang của Lực lượng Vệ binh Quốc gia (VNG), bao gồm một số cục, ban, bộ phận chính và 8 quân khu của Lực lượng Vệ binh Quốc gia chịu trách nhiệm các khu vực. Rosgvardiya cũng không phải là cảnh sát theo cách hiểu thông thường, mà là một cơ cấu công lực đặc biệt với những nhiệm vụ riêng. Các đơn vị thuộc Vệ binh Quốc gia Nga được giao nhiệm vụ bảo vệ biên giới Nga. Trong cuộc chiến tranh Nga và Ukraina năm 2022, lực lượng Vệ binh Quốc gia Nga đã tham gia vào việc chiếm đóng tỉnh Kharkov. Nhưng sau cuộc phản công Kharkiv năm 2022, toàn bộ quân Nga đã đại bại, bao gồm cả lực lượng lực lượng Vệ binh Quốc gia Nga.